# Umberto Ferrari
Umberto Ferrari (Cremona, 18 aprile 1914 – ...) è stato un calciatore italiano, di ruolo terzino.
Era conosciuto come Ferrari III; per distinguerlo dall'omonimo compagno di squadra nella Cremonese nella stagione 1938-1939 Giuseppe Carlo Ferrari, che era chiamato Ferrari I, e da Giuseppe Ferrari, che era chiamato Ferrari II.

## Carriera
Ha giocato per sei stagioni con la maglia della Cremonese. Il suo esordio in Serie B è avvenuto il 3 maggio 1931 nella partita Cremonese-Verona (4-0). In tutto con i grigiorossi ha disputato 48 partite, 41 in Serie B e 7 in Serie C. Nella stagione 1935-36 giocò in Serie B con il Vigevano, e l'anno seguente in Serie C con il Fano. Passò poi al Codogno, giocando la Serie C 1939-1940. Nel 1946 viene messo in lista di trasferimento dal Bolzano.